# Északi menyhal
Az északi menyhal (Molva molva) a sugarasúszójú halak (Actinopterygii) osztályának tőkehalalakúak (Gadiformes) rendjébe, ezen belül a Lotidae családjába tartozó faj.
A Molva halnem típusfaja.

## Előfordulása
Az elterjedési területének a nyugati része Grönland déli részétől Kanadáig tart, míg keleten Izlandtól délre Marokkóig és északra a Barents-tengerig nyúlik. A Földközi-tenger északnyugati részén is van állománya.

## Megjelenése
Általában 106 centiméter hosszú, de a 200 centiméteres hosszúságot is elérheti. Legfeljebb 45 kilogramm testtömegű. 90-100 centiméteresen számít felnőttnek. 63-65 csigolyája van. A felső állcsontja hosszabb, mint az állkapocscsont. Háti része vöröses, oldalai fokozatosan kifehérednek. Az ajkán levő tapogatószál hosszabb, mint a szem átmérője. Az első hátúszó elülső részén, fekete pont látható.

## Életmódja
A mérsékelt övi, tengeri, fenéklakó hal, amely 100-1000 méteres mélységekben él, azonban a legtöbbször, csak 100-400 méteres mélységekben tartózkodik. A köves tengerfenéket kedveli. Tápláléka halak (tőkehalfélék, heringfélék, lepényhalfélék), Homarus-fajok, fejlábúak és tengericsillagok. Legfeljebb 25 évig él.

## Szaporodása
Az ívási helyei: a Vizcayai-öböl, a Brit- és Feröer-szigetek környéke, valamint Izland déli vizei.

## Felhasználása
Az északi menyhal igen értékes az ipari mértékű halászat számára. A sporthorgászok is kedvelik. Frissen, fagyasztva, sózva, füstölve vagy szárítva árusítják. Sülve, főve fogyasztható.